# 中央区立常盤小学校
中央区立常盤小学校（ちゅうおうくりつ ときわしょうがっこう）は、東京都中央区日本橋本石町四丁目にある小学校。校名は、1873年当時の江戸城の正門である常盤橋御門の名にちなむ。日本銀行、日本橋や三越日本橋本店などが周辺にある。

## 沿革
- 1873年（明治6年）
  - 3月1日[1] - 「幼童学所」として、本町1丁目13番地にて創立。
  - 6月 - 「第一大学区第一中学区第四番小学常盤学校」として、本町2丁目5番地にて官立に。
- 1895年（明治28年）3月 - 校歌制定。当時としては大変珍しい洋式音楽で、校歌そのものもまれに見るものだった。
- 1900年（明治33年）10月 - 日本橋本石町4丁目2番地に校舎新築移転する。
- 1908年（明治41年）5月 - 「東京市常盤尋常小学校」と改称。
- 1923年（大正12年）9月1日 - 12時頃に発生した関東大震災により、校舎が全焼。仮校舎にて2部授業を行う。
- 1929年（昭和4年）5月 - 現校舎竣工。
- 1941年（昭和16年）4月 - 国民学校令施行により、「東京市常盤国民学校」と改称。
- 1947年（昭和22年）4月 - 学制改革により、「東京都中央区立常盤小学校」と改称。
- 1973年（昭和48年）3月 - 奥野文部大臣を迎え、創立100周年記念式典挙行。
- 1999年（平成11年）10月 - 現校舎が東京都選定歴史建造物に指定。
- 2009年（平成21年）2月 - 経済産業省より、校舎・園舎が近代化産業遺産として認定される。
- 2014年（平成26年）4月 - 中央区の国際教育を推進するためのパイロット校に指定される。
- 2016年（平成28年）4月 - 文部科学省より教育課程特例校に指定される。
- 2019年（平成31年・令和元年）
  - 4月 - 常盤小学校の新館・常盤グリーンテラスが完成。
  - 6月 - 常盤グリーンテラスの使用開始。
- 2022年（令和4年）10月29日 - 創立150周年記念式典挙行[2]。

### この節の出典
- 中央区立常盤小学校の歴史（学校ホームページ内）（一部内容を除く）

## 特徴
関東大震災の被害を受けて、その後に鉄筋コンクリートづくりの校舎で再建されている。中央区の他のいくつかの小学校とともに復興小学校の1つに数えられる。当時の校舎が現存しており、東京都選定歴史的建造物、経済産業省近代化産業遺産に指定されている。敷地内には、第二次世界大戦時の防空壕が残っていて、現在は防災訓練などに使用されている。
2009年（平成21年）時点では児童数139名であったが、入学志願者が増加したことにより、2015年（平成27年）4月より抽選での入学となり、さらに2017年（平成29年）4月よりクラスを1組から2組へと増やした。以前は他区から通学する児童も少なくなかったが、現在は区内居住の児童が大多数を占めている。その後も児童数は増加傾向にある。
- 教育課程特例校として、英語教育を重視している。年に一回、オーストラリア、香港の学生との英語を交えた交流も行なっている。
- PTAのことを「みどり会」と呼び、学校内の行事等を率先して行う。
- 児童のことを「常盤っ子」と呼ぶ。
- 立地条件の良さと校風の良さから教育熱心な家庭の児童が多いため、中学受験をして、国私立や都立の中高一貫校に進学する児童が他の公立小学校と比べて多い。[要出典]

## 教育目標
- 上品で豊かな心と健康な身体をつくる
- 勤労を尊び喜んで自分のつとめを果たす
- 互いに尊敬し合い協力して平和な社会をきずく

児童数と教員数
| 年度     | 児童総数 | 1年生 | 2年生 | 3年生 | 4年生 | 5年生 | 6年生 | 教員数 | 職員数 |
| -------- | -------- | ----- | ----- | ----- | ----- | ----- | ----- | ------ | ------ |
| 平成27年 | 120人    | 35人  | 23人  | 14人  | 22人  | 14人  | 12人  | 13人   | 4人    |
| 平成28年 | 134人    | 30人  | 35人  | 22人  | 12人  | 22人  | 13人  | 14人   | 3人    |
| 平成29年 | 181人    | 61人  | 30人  | 35人  | 22人  | 11人  | 22人  | 14人   | 2人    |
| 平成30年 | 211人    | 56人  | 60人  | 30人  | 33人  | 21人  | 11人  | 14人   | 2人    |
| 令和元年 | 251人    | 57人  | 54人  | 57人  | 29人  | 33人  | 21人  | 17人   | 3人    |
| 令和2年  | 278人    | 55人  | 52人  | 51人  | 59人  | 28人  | 33人  | 17人   | 3人    |
| 令和3年  | 297人    | 60人  | 54人  | 51人  | 51人  | 53人  | 28人  | 19人   | 2人    |
| 令和4年  | 321人    | 58人  | 61人  | 52人  | 47人  | 51人  | 52人  | 20人   | 3人    |
| 令和5年  | 320人    | 58人  | 58人  | 55人  | 52人  | 46人  | 51人  | 18人   | 3人    |

## 交通
- JR東日本[4]神田駅南口から、徒歩5分
- JR東日本総武本線新日本橋駅2番出口から、徒歩5分
- 東京メトロ銀座線・半蔵門線三越前駅2番出口から徒歩5分、B1出口から、徒歩5分
- 江戸バス本石町三丁目バス停から、徒歩5分
- 2009年（平成21年）より、月島・勝どき・佃・晴海地区スクールバスが運行されている。

## 学校周辺
- 中央区立常盤幼稚園 - 同一敷地内（休園中）
- 東京都道407号丸の内室町線
- 三井第2別館 - 敷地が隣接
- 常盤公園
- JR中央線・山手線・京浜東北線

## 著名な出身者
- 桂枝太郎（2代目）
- 五島茂
- 水森亜土